# Witold Krassowski
Witold Krassowski (* 10. April 1956 in Warschau) ist ein polnischer Fotograf und Hochschullehrer. Er ist zweimaliger Preisträger von World Press Photo.

## Leben
Krassowski wuchs in Warschau auf. Nach dem Abitur studierte er von 1975 bis 1979 an der Universität Warschau die Fächer Französische Literatur und Angewandte Linguistik. 1979/80 schloss sich ein Studienjahr am Institut für allgemeine Sprachwissenschaften an der Sorbonne Nouvelle in Paris an. Nach seiner Rückkehr schloss er das Studium mit dem Diplom in Warschau ab.
Nach dem Studium wandte sich Krassowski der Fotografie zu, die Kenntnisse hatte er autodidaktisch erworben. 1988 verbrachte er sechs Monate in England, wo er als Fotoreporter für die Tageszeitung The Independent tätig war. Nach seiner Rückkehr arbeitete er als Fotoreporter für polnische wie ausländische Redaktionen.
2009 erlangte er den Doktorgrad mit einer am Institut für Film und Fernsehen der Schlesischen Universität in Kattowitz eingereichten Dissertation. Er nahm an der Akademie der Schönen Künste in Warschau Lehraufträge an. 2012 habilitierte er sich an der Akademie. Er übte dort das Amt des Prodekans aus. 2017 wurde er Professor an der Warschauer Akademie der Schönen Künste.

## Werk
Krassowski hat sich auf Schwarzweißfotografie spezialisiert. Seine Fotoreportagen in Schwarzweiß aus Polen, Russland, aus Ländern Asiens, Afrikas und Lateinamerikas druckten viele internationale Zeitungen und Journale, darunter Der Spiegel, Stern, Focus, The New Yorker, Forbes, The Observer, Libération.
1992 errang er in der Kategorie „Daily Life – Stories“ beim Wettbewerb World Press Photo den dritten Preis mit einer Schwarzweißreportage über den Alltag in Afghanistan. 1999 wurde er in die Jury dieses Wettbewerbs berufen. 2003 war er zum zweiten Mal Preisträger bei World Press Photo: Er errang den dritten Preis in der Kategorie „Wissenschaft und Technik“ für eine Schwarzweißreportage über den Betrieb der historischen Dampflokomotiven von Wolsztyn bei Posen. In den Jahren 1994, 1995, 1996, 1997, 2000 und 2003 gehörte er zu den Preisträgern des Wettbewerbs Polska Fotografia Prasowa (Polnische Pressefotografie).
Zu seinen Porträtserien gehört ein Album mit Fotos von polnischen Schauspielern, die einst landesweit sehr bekannt waren, sich aber im Alter aus der Öffentlichkeit zurückgezogen haben und teilweise vom Publikum vergessen worden sind. Diese Fotoserie wurde Grundlage seiner Habilitationsschrift.
Das Werk Krassowskis wurde viele Male in polnischen Städten gezeigt. Ebenso waren ihm Einzelausstellungen in den USA, mehreren europäischen Metropolen und in der afghanischen Hauptstadt Kabul gewidmet.

## Einzelausstellungen im Ausland
- Freightdoors Gallery, Santa Clara/California, USA 1988
- The Photographers Gallery, London 1989
- Days of Polish Culture, Kabul 1991
- Köln, 2001
- München, Haus des deutschen Ostens, 2001
- Kgaleria, Lissabon 2006
- Instytut Polski, Budapest 2007
- Berlaymont Hall, European Commission, Brüssel 2009
- KievFotoCom, Kiew 2011
- Gallery of the Society for Arts, Chicago 2016
- Vo vse glaza / All Eyes, Multimedia Art Museum, Moskau 2019

## Preise (Auswahl)
- World Press Photo (3. Preis, Kategorie: Daily Life — Stories), 1992
- Yellow Pencil. British Design & Art Direction (Silbermedaille), 2001
- World Press Photo (3. Preis, Kategorie: Science & Technology Stories), 2003
- Art & Worship Award, Niavaran Foundation, Teheran/Iran (1. Preis), 2005

## Fotobücher
- Visages de l'Est. Nathan Images, Paris 1991, ISBN 2-09-24008-2-7.
- Afganistan. EKpictures, Warschau 2006  ISBN 978-83-88814-66-2
- Powidoki z Polski / Afterimages of Poland / Ansichten, Nachsichten. Text: S. Mizerski, T. Urban. EKpictures, Warschau 2009  ISBN 978-83-910577-1-1
- Pieśń na wyjście. Ostatni mistrzowie sceny. EKpictures, Warschau 2010 ISBN 978-83-910577-2-8
- Sackcloth And Ashes. GOST Books, London 2020  ISBN 978-19-10401-40-8